# Bundesstraße 52
Pour les articles homonymes, voir B52 et Route 52.
La Bundesstraße 52 (abrégé en B 52) est une Bundesstraße reliant Trèves à Hermeskeil.

## Localités traversées
- Trèves
- Ruwer
- Hermeskeil